# Mangkunegara Timur
Mangkunegara Timur is een bestuurslaag in het regentschap Muara Enim van de provincie Zuid-Sumatra, Indonesië. Mangkunegara Timur telt 1131 inwoners (volkstelling 2010).